# Открытая могила
«Открытая могила» (англ. Open Grave) — американский кинофильм 2013 года режиссёра Гонсало Лопеса-Гальего. Для режиссёра этот фильм является первым фильмом, снятым на английском языке. В главных ролях снялись Шарлто Копли, Томас Кречман и Джозеф Морган.

## Сюжет
Главный герой фильма — «Джон» (Шарлто Копли) — приходит в себя в полной человеческих трупов яме посреди ночного леса; он обнаруживает при себе заряженный револьвер и на руке — следы глубокого укуса, но не помнит ни как он сюда попал, ни даже своего имени. В доме в лесу он встречается с пятерыми товарищами по несчастью, тоже пострадавшими от потери памяти; только одна из них, вытащившая «Джона» из ямы немая китаянка (Джози Хо) что-то знает о происходящем, но не в состоянии объясниться с другими. В доме находятся запас продуктов, оружие и книги по медицине; у героев есть ключи от автомобилей, но самих автомобилей рядом с домом нет. Обследуя окрестности, герои находят следы каких-то пугающих событий — привязанные к деревьям и оградам трупы, хижины с клетками и цепями; группе угрожают бродящие по лесу или прикованные безумцы, напоминающие зомби.
Группу охватывает паранойя: взявший на себя роль лидера Лукас (Томас Кречман) особенно враждебен к «Джону», считая его виновником происходящего, а «Джон» питает подозрения по поводу своего собственного прошлого — ему мерещатся сцены, в которых он разбивает кому-то голову об стену или тащит труп по лесу. Ему удается выяснить своё имя — доктор Джона Кук. Позже Лукас находит в подвале дома надежно запертую медицинскую лабораторию и видеозаписи, свидетельствующие о том, что в доме ставили эксперименты на людях — в частности, он видит самого себя привязанным к койке и яростно вопящим, пока ему делают уколы. Лукас ведет себя все менее адекватно, понемногу сходя с ума; в конце концов он нападает на Джона, и тот вынужден убить противника. Дом тем временем осаждают сумасшедшие; засевшие внутри герои успешно отбиваются от них, но прибывшие военные расстреливают всех подряд.
К финалу выясняется, что эпидемией, превращающей людей в кровожадных чудовищ, охвачен весь мир; герои были врачами и под руководством Джона пытались разработать лекарство от болезни. Китаянка была единственным человеком, у которого был иммунитет к вирусу. Им удалось получить лекарство, но его побочным эффектом было полумертвое состояние на протяжении нескольких часов, а после него — временная потеря памяти. Лукас был первым пациентом, которого им удалось излечить, хотя и не окончательно; когда другие подопытные вырвались на волю, Джона отдал приказ всем своим подчиненным ввести себе препарат. Сам он был укушен, когда тащил тело одной из зараженных к яме, и был вынужден ввести себе лекарство прямо там. В конце фильма Джона и Шарон (Эрин Ричардс) пользуются тем же методом, введя себе препарат, чтобы укрыться от военных все в той же самой яме, но Шарон умирает от потери крови. Проснувшись, Джона вновь ничего не помнит; китаянка вновь сбрасывает ему веревку и выводит через лес к огромному карьеру, заваленному тысячами трупов.

## В ролях
| Актёр              | Роль          |
| ------------------ | ------------- |
| «Джон» (Джона Кук) | Шарлто Копли  |
| Лукас              | Томас Кречман |
| Натан              | Джозеф Морган |
| Шарон              | Эрин Ричардс  |
| Майкл              | Макс Роттесли |
| «Кареглазая»       | Джози Хо      |
| Женщина в лесу     | Кэти Домби    |
| Мальчик с собакой  | Тофи Сеффер   |

## Критика
Фильм получил преимущественно негативные оценки критиков. Он имеет рейтинг 17 % на сайте-агрегаторе Rotten Tomatoes на материале 12 рецензий, из которых 10 отрицательных и две положительных.
По словам Стефани Захарек из журнала The Village Voice, «медленный, расслабленный и почти страшный» фильм отличает скорее неторопливость в построении сюжета, чем его неожиданные повороты, и его можно было бы назвать скучноватым, однако режиссёр Лопес-Гальего и оператор Монтеро успешно выстраивают мрачную атмосферу фильма — по словам Захарек, также особо отметившей игру Копли, они заставили бы и ведро с навозом смотреться стильно. Обозреватель сайта RogerEbert.com Кристи Лемайр назвала завязку фильма интригующей, но развязку — банальной и разочаровывающей, практически пустой тратой времени; по её мнению, остальные герои фильма, кроме персонажа Копли, прописаны лишь немногим лучше, чем преследующие их вопящие монстры. Она, однако, отметила актерскую игру Копли, которому удалось передать одновременно страх и раскаяние за собственные пугающие поступки. Иэн Бэкуолтер, обозреватель National Public Radio, осудил прием раскрытия всех тайн фильма в финальном монологе — такое, по его словам, сходило с рук только Альфреду Хичкоку, а Лопесу-Гальего не удалось ни связать достойный сюжет, ни удержать внимания зрителя; отдельной похвалы, однако, заслужил безмолвный перформанс Джози Хо, играющей немую китаянку. По мнению Бэкуолтера, режиссёр слишком увлекся разбрасыванием по фильму загадок и подсказок и недостаточно внимания уделил их увязыванию воедино.
Борис Хохлов с сайта Film.ru счел картину достойной внимания, не столько хоррором, сколько психологическим триллером, отметив, что она держится на крепком сценарии и уверенной актерской игре; он посчитал архаичным неторопливый и вдумчивый стиль постановщика.